# Pietro D'Elia
Pietro D'Elia (Salerno, 20 aprile 1946) è un ex arbitro di calcio italiano.

## Carriera

### Arbitro

Da sinistra: D'Elia espelle l'interista Bergomi e il sampdoriano Mancini (seminascosto) nella sfida-scudetto del 5 maggio 1991

Debuttò in Serie A sul finire degli anni settanta, il 22 maggio 1977 (Catanzaro-Lazio 1-2) dando inizio a una carriera che lo avrebbe portato a raccogliere 192 presenze nella massima divisione fino al 1992, l'anno in cui smise di arbitrare per raggiunti limiti d'età.
Vanta numerose direzioni nelle "classiche" del campionato, fra cui 2 derby di Milano, 5 derby di Roma, 3 derby della Mole, 2 derby della Lanterna, 5 Juventus-Inter, 5 Juventus-Milan, le sfide-scudetto Sampdoria-Milan e Inter-Sampdoria della stagione 1990-1991 e lo spareggio per l'accesso in Coppa UEFA 1988-1989 Juventus-Torino.
Venne promosso al ruolo di internazionale nel 1982 (lo rimase fino alla fine della sua carriera, dieci anni dopo), e con tale qualifica riuscì a ottenere numerose soddisfazioni: accompagnò come guardalinee il connazionale Paolo Bergamo in occasione della semifinale del Campionato europeo di calcio 1984 Francia-Portogallo; nel 1990 diresse la finale di andata degli Campionato europeo di calcio Under-21 1990 vinti dall'URSS contro la Jugoslavia; nello stesso anno, fu impegnato un paio di volte come guardalinee al Campionato mondiale di calcio 1990 (due partite disputate entrambe a Bari: URSS-Camerun 4-0 e Cecoslovacchia-Costa Rica 4-1) ; il 6 maggio 1992 ebbe l'onore di dirigere a Lisbona la finale di Coppa delle Coppe tra Werder Bremen e Monaco, vinta dalla squadra tedesca - allenata da Otto Rehhagel - per 2-0.
Vanta anche la direzione in una semifinale di Coppa UEFA, nel 1988.
In ambito nazionale, nel 1982 venne decorato con l'ambito Premio Mauro; nel 1988 arbitrò la prima edizione della finale di Supercoppa italiana tra Milan e Sampdoria e nel 1990 diresse la doppia finale (sia l'andata che il ritorno) di Coppa Italia tra Juventus e Milan.
Nel 1991 subisce un piccolo "incidente di percorso" nell'onorata carriera: infatti viene sospeso per qualche settimana dal designatore Paolo Casarin, poiché sorpreso a cenare in un ristorante con l'allora dirigente del Torino Luciano Moggi, contravvenendo alle proprie regole deontologiche di categoria.

### Dirigente
Dismessi i panni di arbitro, cominciò a occuparsi dell'Associazione Italiana Arbitri da dirigente, diventando dal 1994 al 1997 designatore degli arbitri della CAN D, e durante la stagione 1997-1998 vice di Fabio Baldas alla CAN A e B.
Nel 1999 incorse nella squalifica di un anno, relativamente a fatti accaduti nella stagione 1996-1997, quando rivestiva il ruolo di responsabile degli arbitri CAN D: in particolare, all'indomani della gara di Serie D Rieti-Pomezia, venne ritenuto colpevole dalla Corte Federale FIGC di aver esercitato pressioni su uno dei suoi direttori di gara al fine di falsificare il referto arbitrale.
Una settimana dopo essere stato dismesso come osservatore arbitrale dalla Commissione Arbitri Nazionale (CAN), l'8 luglio 2009 viene nominato vice commissario alla CAN PRO, carica che riveste fino al 2012.